# Altaarstuk van San Giobbe
Het altaarstuk van San Giobbe (Italiaans: Pala di San Giobbe) is een schilderij van Giovanni Bellini. Hij schilderde dit meesterwerk omstreeks 1487. Sinds 1815 maakt het werk deel uit van de collectie van de Gallerie dell'Accademia in Venetië.

## Geschiedenis
De San Giobbe is een votiefkerk gewijd aan Sint Job in het noordelijke stadsdeel Cannaregio in Venetië. De kerk werd waarschijnlijk opgericht na een uitbraak van de pest. Bellini's stuk was bestemd voor het tweede altaar aan de rechterkant van deze kerk, waar de originele omlijsting zich nog altijd bevindt. De door Bellini geschilderde pilaren sluiten perfect aan bij deze lijst, waardoor de illusie dat zich boven het altaar een kleine kapel bevindt nog versterkt wordt.
Waarschijnlijk is Bellini bij het maken van dit altaarstuk geïnspireerd door het Altaarstuk van San Cassiano van Antonello da Messina, dat op zijn beurt overigens weer terug te voeren zou zijn op een werk van Bellini dat nu verloren is. Het altaarstuk van San Giobbe, dat door de geschiedkundige Marco Antonio Sabellico al rond 1490 als een meesterwerk wordt beschreven, heeft op zijn beurt vele andere werken tot voorbeeld gediend, bijvoorbeeld Giorgiones Altaarstuk van Castelfranco waarop een vrijwel identieke Franciscus van Assisi te zien is.

## Voorstelling
Dit altaarstuk is een voorbeeld van een sacra conversazione: een voorstelling waarbij in een in perspectief geschilderde ruimte een gesprek lijkt plaats te vinden tussen een Madonna met kind en een aantal heiligen uit verschillende tijdsperiodes. In dit geval zijn dat van links naar rechts: Franciscus, Johannes de Doper, Job, Dominicus, Sebastiaan en Lodewijk van Toulouse. Zowel Job als Sebastiaan zijn pestheiligen. Aan de voet van de troon van de Madonna zijn drie musicerende engelen te zien, die Bellini met grote precisie heeft geschilderd. Franciscus, die gekleed gaat in zijn traditionele bruine habijt en wiens stigmata duidelijk te zien zijn, nodigt de toeschouwer uit deel te nemen. Aan de rechterzijde valt met name Sebastiaan op die vrijwel naakt en in contrapposto is weergegeven. Bellini creëerde evenwicht door aan de andere kant van Maria ook de oude Job ontkleed te schilderen. Dergelijke gedetailleerde afbeeldingen van het menselijk lichaam zijn typerend voor de hoogrenaissance. Op de mantel van Lodewijk van Toulouse is Job in miniatuur nogmaals afgebeeld, een eerbewijs aan de naamgever van de kerk.
De figuren zijn geplaatst in een kapel met een cassetteplafond. Deze ruimte wordt afgesloten door een apsis met een gouden mozaïek, dat fonkelt in het licht en herinneringen oproept aan de Basiliek van San Marco. Op het mozaïek zijn zes engelen en de inscriptie Ave virginei flos intemerae pudoris te zien.

## Afbeeldingen

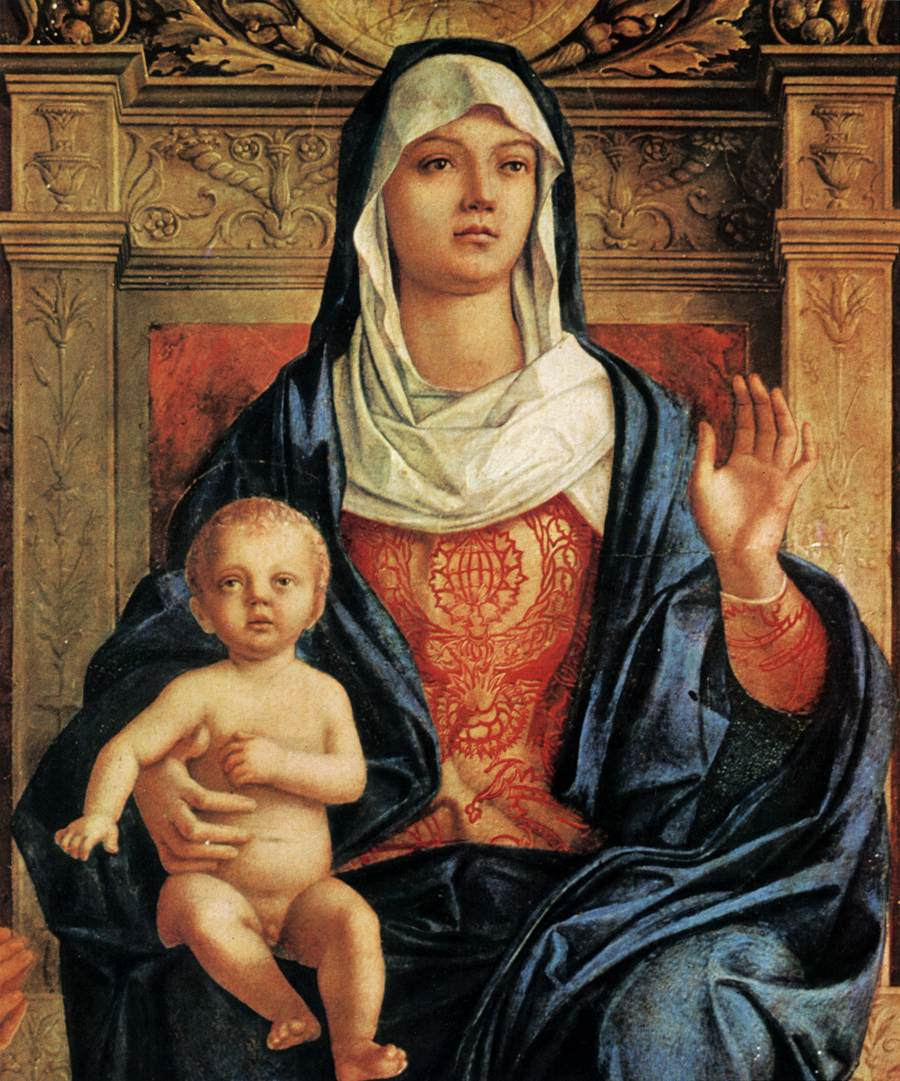
detail
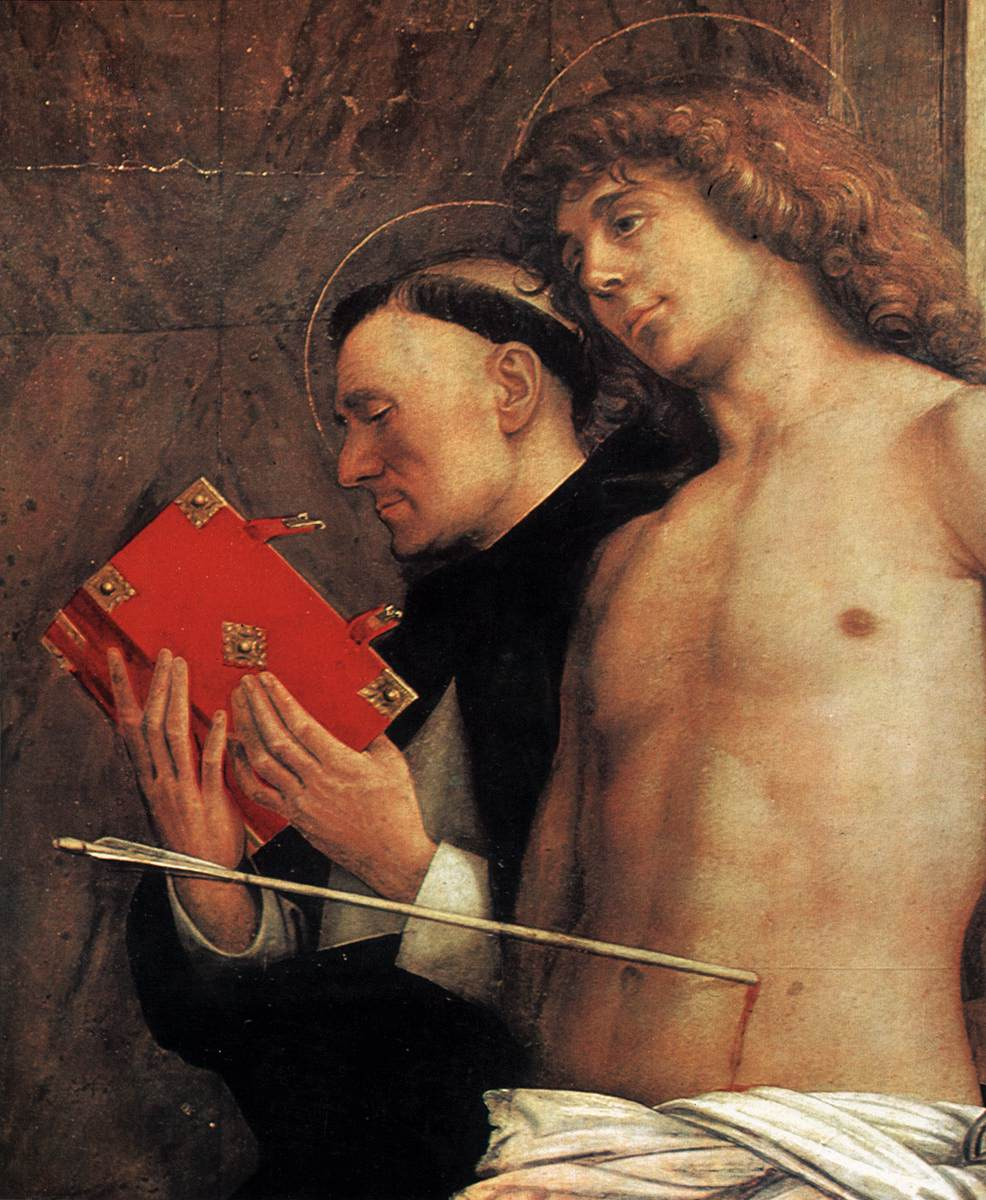
detail
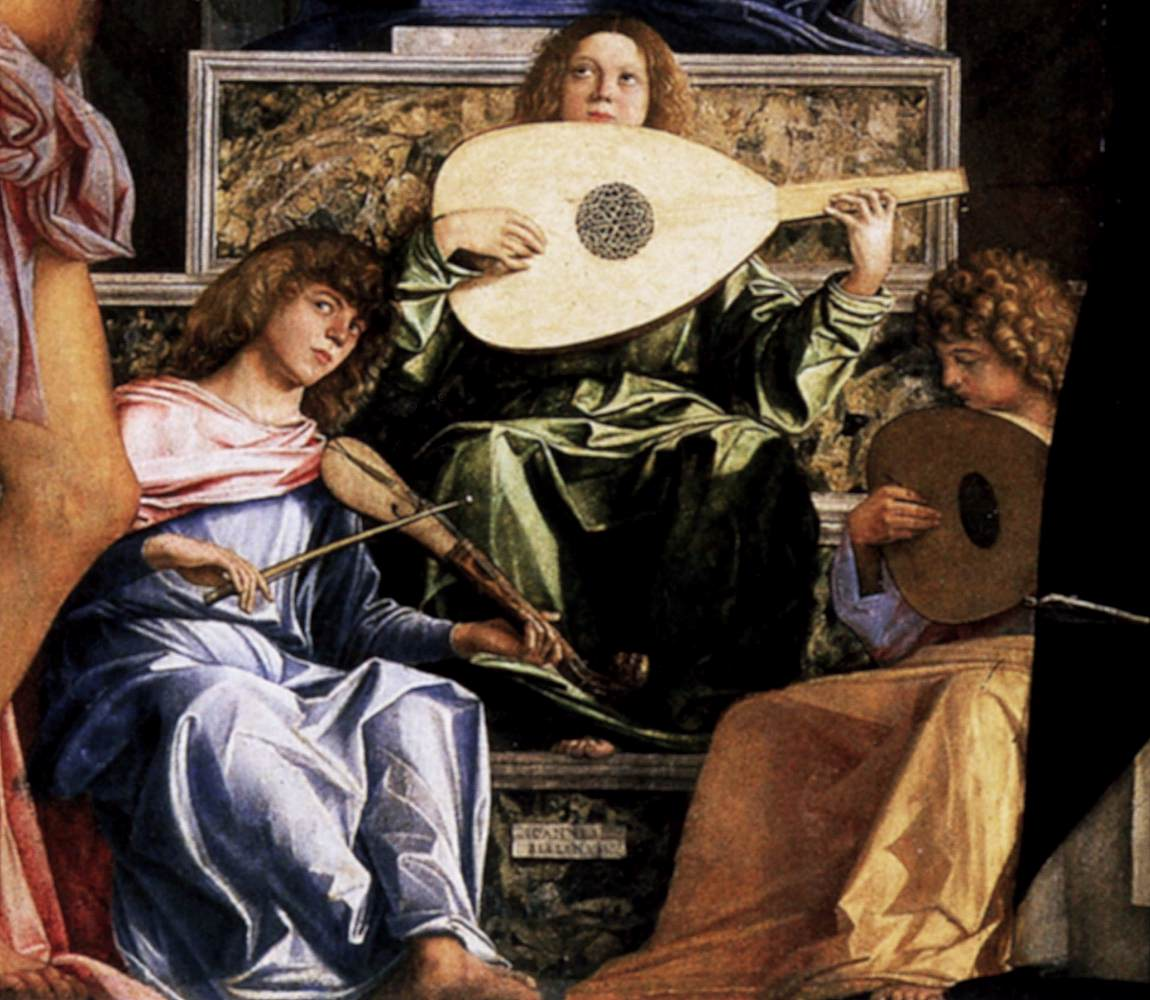
detail
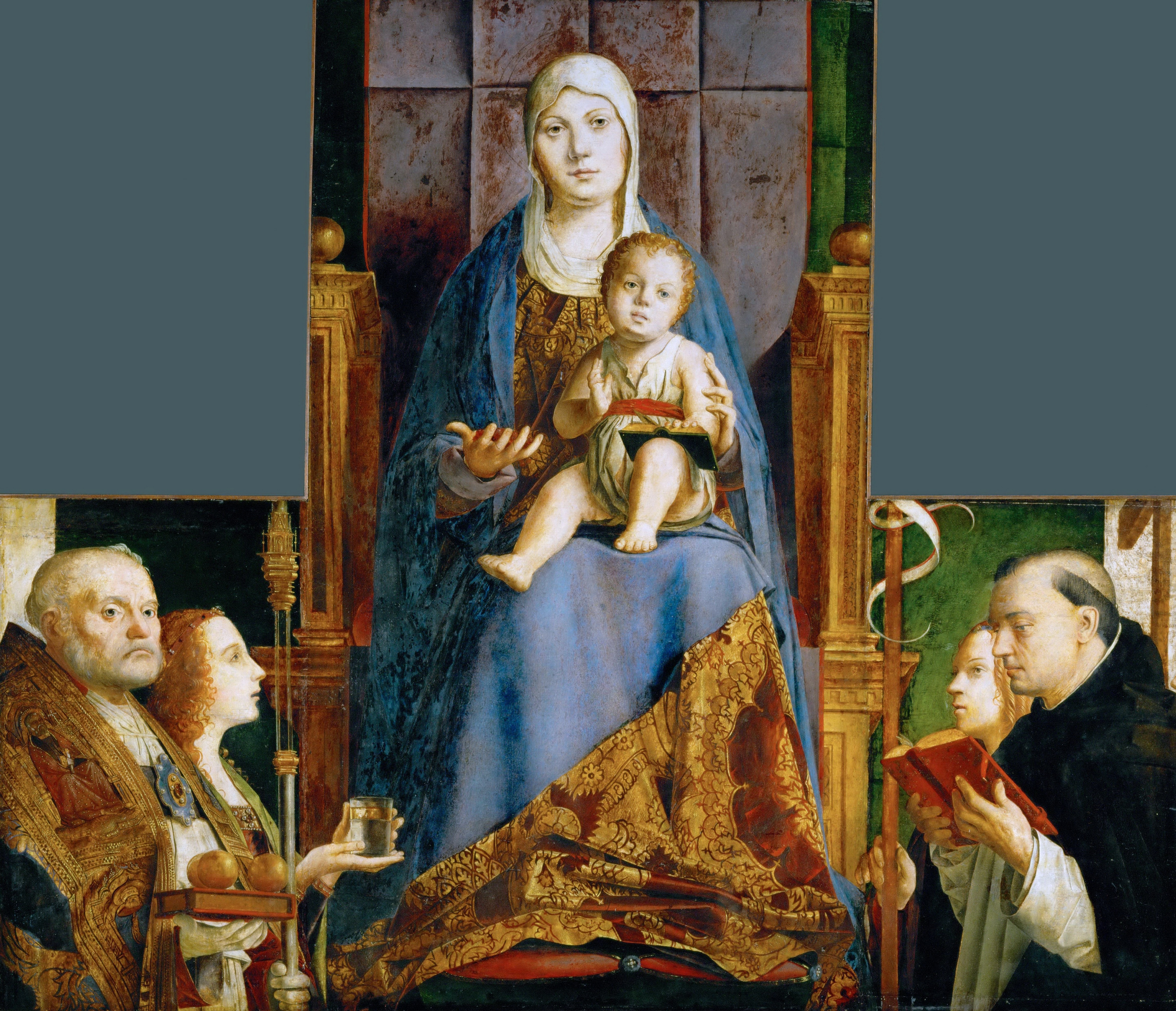
Altaarstuk van San Cassiano - Antonello da Messina
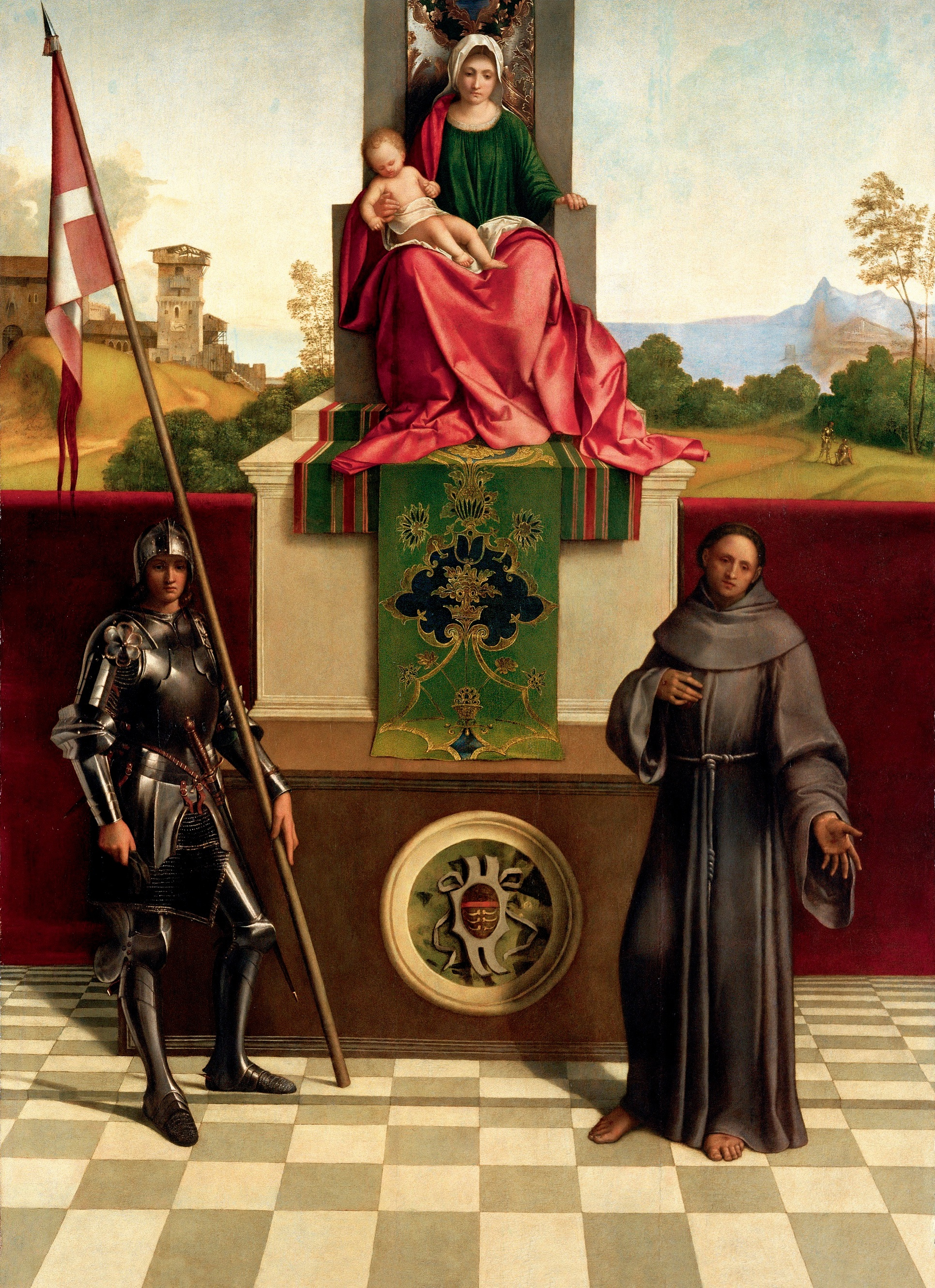
Altaarstuk van Castelfranco - Giorgione